# Emiel Van Cauwelaert de Wyels
Emiel Van Cauwelaert (Onze-Lieve-Vrouw-Lombeek, 25 februari 1910 - Roosdaal, 6 oktober 1982) was een Belgisch journalist en hoofdredacteur van het dagblad Het Volk.

## Levensloop
Na middelbare studies aan het Klein Seminarie van Mechelen, werkte Van Cauwelaert voor het dagblad De Courant en het weekblad Elkerlyc.
Van 1944 tot 1965 was hij politiek redacteur en redactiechef bij het dagblad Het Volk. Van 1965 tot 1975 was hij politiek directeur van deze krant, in opvolging van zijn broer Karel Van Cauwelaert. Hij schreef honderden bijdragen over politieke aangelegenheden, meer bepaald over zaken die tot de Vlaamse kwestie behoorden.
In het maandblad Het Pennoen schreef hij onder de pseudoniemen 'F. Van Groenenberg en W. van Uksem kritische artikelen waarin hij scherpere stellingen innam dan hij in de eigen krant kon doen en stond hij het federalisme van België voor.
Hij was burgemeester van de gemeente Onze-Lieve-Vrouw-Lombeek tot aan de vorming van de fusiegemeente Roosdaal in 1965.

## Verenigingen
Van Cauwelaert was medestichter van Jong Davidsfonds in 1956.
Hij was lid van het IJzerbedevaartcomité van 1958 tot 1970 en was medestichter van de Vlaamse Volksbeweging.
Hij kwam op tegen de tienjaarlijkse tellingen die als een verkapte taaltelling werden aangezien en als manoeuvre om de taalgrens te doorbreken. Als eerste burgemeester stuurde hij in 1960 de formulieren hiervoor naar het Ministerie van Binnenlandse Zaken terug, een actie waarin hij door vijfhonderd andere gemeentebesturen werd gevolgd.

## Verwantschap
Emiel Van Cauwelaert was de neef van Frans Van Cauwelaert en August Van Cauwelaert, de broer van Karel Van Cauwelaert en de vader van Rik Van Cauwelaert